# Liste der Monuments historiques in Beaumont-du-Gâtinais
Die Liste der Monuments historiques in Beaumont-du-Gâtinais führt die Monuments historiques in der französischen Gemeinde Beaumont-du-Gâtinais auf.

## Liste der Bauwerke
| Bezeichnung          | Beschreibung                                     | Standort | Kennzeichnung | Schutzstatus | Datum | Bild           |
| -------------------- | ------------------------------------------------ | -------- | ------------- | ------------ | ----- | -------------- |
| Schloss              | Erbaut in der ersten Hälfte des 17. Jahrhunderts | (Lage)   | PA00086810    | Inscrit      | 1984  | weitere Bilder |
| Kirche St-Barthélemy | Erbaut ab dem 11. Jahrhundert                    | (Lage)   | PA00086811    | Classé       | 1922  | weitere Bilder |
| Markthalle           | Erbaut um 1775                                   | (Lage)   | PA00086812    | Classé       | 1922  | weitere Bilder |

## Liste der Objekte
Zum Verständnis siehe: Kirchenausstattung
| Bezeichnung                                       | Beschreibung                                    | Standort                           | Kennzeichnung | Schutzstatus | Datum | Bild |
| ------------------------------------------------- | ----------------------------------------------- | ---------------------------------- | ------------- | ------------ | ----- | ---- |
| Wandverkleidung, Retabel und drei Gemälde im Chor | Holz, erstes Viertel des 18. Jahrhunderts       | in der Kirche St-Barthélemy (Lage) | PM77004872    | Inscrit      | 2007  |      |
| Chorschranke                                      | Holz, 17. und 19. Jahrhundert                   | in der Kirche St-Barthélemy (Lage) | PM77004873    | Inscrit      | 2007  |      |
| Gemälde Christus bei Martha und Maria             | Leinwand, erste Hälfte des 17. Jahrhunderts     | in der Kirche St-Barthélemy (Lage) | PM77000098    | Classé       | 1968  |      |
| Tabernakel                                        | Holz, vergoldet und bemalt, 17./18. Jahrhundert | in der Kirche St-Barthélemy (Lage) | PM77004874    | Inscrit      | 2007  |      |